# Marian Utnik
Marian Utnik (ur. 7 grudnia 1902 w Ostrowcu Świętokrzyskim, zm. 24 lutego 2003 w Warszawie) – pułkownik dyplomowany artylerii Wojska Polskiego, od 1947 do 1949 tajny (prawdopodobnie nieformalny) współpracownik wywiadu wojskowego komunistycznej Polski.

## Życiorys
Syn Wawrzyńca. W wieku 18 lat zaciągnął się jako ochotnik do Wojska Polskiego i walczył w składzie 205 pułku piechoty w wojnie polsko-bolszewickiej. Brał udział w Bitwie Warszawskiej, gdzie został ranny. W 1924 ukończył Szkołę Podchorążych w Krakowie z wynikiem bardzo dobrym – z drugą lokatą wśród 634 słuchaczy. W latach 1924–1926 był uczniem Oficerskiej Szkoły Artylerii w Toruniu. 27 lipca 1926 Prezydent RP mianował go podporucznikiem ze starszeństwem z 15 sierpnia 1926 i 9. lokatą w korpusie oficerów artylerii, a minister spraw wojskowych wcielił do 2 pułku artylerii polowej Legionów w Kielcach, który 31 grudnia 1931 został przemianowany na 2 pułk artylerii lekkiej Legionów. 15 sierpnia 1928 został awansowany na stopień porucznika ze starszeństwem z dniem 15 sierpnia 1928 i 10. lokatą w korpusie oficerów artylerii. 3 listopada 1933 został powołany do Wyższej Szkoły Wojennej w Warszawie, w charakterze słuchacza Kursu Normalnego 1933/1935. W 1935, po ukończeniu kursu i otrzymaniu dyplomu naukowego oficera dyplomowanego, został przydzielony do Wielkopolskiej Brygady Kawalerii w Poznaniu na stanowisko oficera sztabu. Na stopień kapitana został awansowany ze starszeństwem z dniem 1 stycznia 1936 i 97. lokatą w korpusie oficerów artylerii. W marcu 1939 pełnił służbę w Wyższej Szkole Wojennej na stanowisku sekretarza kursu doskonalenia dla oficerów dyplomowanych.
W chwili agresji niemieckiej na Polskę służył w III Oddziale Sztabu Naczelnego Wodza. Następnie w Polskich Siłach Zbrojnych we Francji (gdzie był kursantem Ecole Superieure de la Guerre w Paryżu) i w 1 Brygadzie Strzelców w Szkocji. Od 1942 w Sztabie Naczelnego Wodza w Londynie, od 19 lipca 1944 do likwidacji, z rekomendacji gen. Tatara jako szef Oddziału VI (Specjalnego) Sztabu Naczelnego Wodza.

Od stycznia 1945 wraz z gen. Stanisławem Tatarem w centrali konspiracyjnej „Hel” oraz jako jeden z formalnych dysponentów środków finansowych fundacji (funduszu) „Drawa”, do których przeniesiono większość aktywów pozostałych po likwidacji Oddziału VI, w tym ok. 6.451 tys. USD z dotacji prezydenta USA Roosevelta na wsparcie konspiracji w Polsce. Oprócz niego i Tatara, pieniędzmi formalnie dysponowali początkowo także: płk Edward Maliszewski (powrócił do Polski) i Franciszek Prochaska (wyemigrował do Paryża). Po odejściu tej dwójki Utnik wylansował nazwę „Komitet Trzech”, choć obie struktury były podporządkowane gen. Tatarowi, a pozostałe osoby z kierownictwa były od niego zależne 
Zbigniew S. Siemaszko: Tajna organizacja montowana przez Tatara i jego głównych pomocników Nowickiego i Utnika była oparta na fałszerstwie. Polegało ono na tym, iż na zewnątrz występowali oni jako niepodległościowcy, działający zgodnie z legalnymi władzami znajdującymi się na emigracji, natomiast w rzeczywistości byli zdecydowanymi zwolennikami uległości, którą wprowadzał Mikołajczyk. 
W dyspozycji Tatara znajdowało się także złoto Funduszu Obrony Narodowej, przekazane mu przez gen. Mariana Kukiela. Rozporządzeniem z 10 lutego 1945, także pismem do Tatara z 23 kwietnia 1945 gen. Kukiel zdecydował, że „złoty FON” ma zostać przeznaczony „na wydatki wojskowe związane z dalszą walką o niepodległość Polski” oraz na „pomoc dla żołnierzy byłej Armii Krajowej, pozostających w Polsce lub deportowanych”. Pomimo tego, 19 czerwca 1947, wbrew woli Rządu RP na uchodźstwie, złoto FON zostało przekazane do ambasady komunistycznej Polski w Londynie; ok. 40 proc. złota przejął jej wywiad (Oddział II SG LWP) na potrzeby antyzachodniej działalności wywiadowczej. Tatar, Utnik i Nowicki otrzymali paszporty konsularne komunistycznej Polski. Ok. 208 kg złota z Londynu do Warszawy przewieźli pocztą dyplomatyczną kurierzy specjalni: płk Leon Szwajcer i Pola Landau-Leder. Złoto złożone zostało w gabinecie szefa II Oddziału gen. Wacława Komara. Dopiero 8 marca 1948 wiceminister obrony narodowej Marian Spychalski polecił przekazanie złota do NBP. Według historyka dr. Jarosława Pełki: Przekroczeniem granic zdrady było przekazanie środków FON [władzom komunistycznej Polski] ale nie ma dowodów na to, że Tatar był agentem sowieckim.
W końcu maja 1947 r. gen. bryg. Stanisław Tatar i jego wspólnicy – płk dypl. Stanisław Nowicki oraz ppłk dypl. Marian Utnik – zdecydowali się jawnie na współpracę z komunistycznym wywiadem wojskowym. Pod płaszczykiem szczytnych celów, za zdefraudowane pieniądze z funduszu „Drawa” oraz złoto Funduszu Obrony Narodowej, należące do polskiego rządu na emigracji, kupowali sobie faktycznie lepszą przyszłość w Polsce Ludowej. Tak przynajmniej sądzili, gdyż nieodległa przyszłość brutalnie zweryfikowała ich przypuszczenia. (...) Działania Komitetu, noszące wszelkie znamiona defraudacji majątku należącego do Skarbu Państwa, zawsze zmierzały w jednym kierunku: powrotu do Polski i wykorzystania zawłaszczonego majątku w celu zabezpieczenia własnej przyszłości. Oczywiście dążenia te na zewnątrz starannie maskowano troską o odbudowę kraju
Ponadto przekazano także co najmniej pięćset teczek, w tym personalnych, dokumentacji Oddziału VI. Kierownik Grupy Specjalnej [Ministerstwa Bezpieczeństwa Publicznego] do opracowania materiałów archiwum O. Spec. [Oddziału VI Specjalnego] Sztefan Szmit, w piśmie z 27 czerwca 1951 do wiceministra bezpieczeństwa publicznego Mieczysława Mietkowskiego ujawnił, że całość przejętych akt Oddziału VI umożliwiła bezpiece zidentyfikowanie aż 12516 osób.
W lipcu 1948 prezydent RP Bolesław Bierut odznaczył generała Tatara Krzyżem Oficerskim Orderu Odrodzenia Polski, pułkownika Nowickiego Krzyżem Kawalerskim Orderu Odrodzenia Polski, a podpułkownik Marian Utnik rozkazem marszałka Michała Roli-Żymierskiego został awansowany do stopnia pułkownika.
Od 1945 Utnik – pomimo zakazu gen. Kopańskiego – regularnie spotykał się z późniejszym attache wojskowym płk dypl. Józefem Kuropieską, którego zadaniem była infiltracja polskiej emigracji. W styczniu 1946 spotkał się nawet w jego mieszkaniu ze „specjalistą od walki z reakcyjnym podziemiem” gen. Wiktorem Groszem (właśc. Icchak Medres). W Centralnym Archiwum Wojskowym zachował się list Mariana Utnika do Oddziału II (wywiad), w którym potwierdzał wcześniejsze swoje ustalenia w sprawie utworzenia przez niego na terenie Wielkiej Brytanii trzech siatek wywiadowczych (do zbierania informacji wojskowych, naukowo-technicznych i politycznych) oraz instruował, kogo przysłać jako oficera wywiadu, aby mógł go „wprowadzić do środowiska jako mojego prywatnego znajomego”.
19 grudnia 1946 płk Kuropieska zameldował szefowi wywiadu gen. Wacławowi Komarowi: jest najwyższy czas, aby zająć się pieniędzmi grupy Tatar, Utnik, Nowicki. Sądzę, że jest tego nie mniej niż 500 000 funtów. Tatar, Utnik i Nowicki zostali wezwani przez szefa wywiadu komunistycznej Polski gen. Wacława Komara do przyjazdu do Polski. Utnika aresztowano po północy 3 listopada 1949 na dworcu Łódź Kaliska, Tego samego dnia w pociągu został aresztowany Nowicki. Dzień wcześniej na lotnisku w Modlinie (samolot po starcie z Okęcia wylądował tam pod pozorem awarii silników) aresztowano Tatara. Według ustaleń historyków, decyzję o tych aresztowaniach podjął Bierut, a formalnie Komisja Biura Politycznego KC PZPR do Spraw Bezpieczeństwa Publicznego, po rekomendacji najwyższych oficerów wywiadu, m.in. Komara, Mietkowskiego, Romkowskiego, Krzemienia, Czaplickiego.
Aresztowanych osadzono w areszcie MBP, na początku 1950 przeniesiono ich do aresztu Głównego Zarządu Informacji, tam przesłuchiwani tzw. konwejerem. Dzięki zeznaniom, od lata 1951 do 1954 w tzw. procesach tatarowskich oskarżono 93 oficerów o udział w „spisku w wojsku” oraz „szpiegostwo”. 38 skazano na śmierć (18 później zamieniono na dożywotnie więzienie), pozostałych na wieloletnie więzienie, tylko jednego uniewinniono. Utnik w 1951 w tzw. procesie „TUN” skazany na karę piętnastu lat więzienia. Przez siedem lat był więziony w Rawiczu, Wronkach i Strzelcach. W ramach odwilży w 1956 został zwolniony.
Po wyjściu z więzienia nie powrócił do służby wojskowej i pracował jako geodeta, aż do przejścia na emeryturę w 1965. W 1994 wystąpił w filmie dokumentalnym Krzysztofa Langa pt. Powstanie warszawskie 1944.
Marian Utnik był szwagrem Gustawa Herlinga-Grudzińskiego i Maurycego Herlinga-Grudzińskiego. Pod koniec życia zamieszkał w Domu Społecznym dla Kombatantów, zmarł 24 lutego 2003 w Warszawie.

## Ordery i odznaczenia
- Krzyż Oficerski Orderu Odrodzenia Polski
- Srebrny Krzyż Zasługi – 1937 za zasługi w służbie wojskowej[16]
- Medal Pamiątkowy za Wojnę 1918–1921
- Medal Dziesięciolecia Odzyskanej Niepodległości

## Twórczość
- Sztab Polskiego Naczelnego Wodza w latach II wojny światowej, cz. 1. „Wojskowy Przegląd Historyczny”. 2 (57), s. 218-248, 1971. Warszawa: Wojskowy Instytut Historyczny.
- Sztab Polskiego Naczelnego Wodza w latach II wojny światowej, cz. 2. „Wojskowy Przegląd Historyczny”. 2 (61), s. 293-321, 1972. Warszawa: Wojskowy Instytut Historyczny.
- Sztab Polskiego Naczelnego Wodza w latach II wojny światowej, cz. 3. „Wojskowy Przegląd Historyczny”. 2 (65), s. 202-235, 1973. Warszawa: Wojskowy Instytut Historyczny.
- Sztab Polskiego Naczelnego Wodza w latach II wojny światowej, cz. 4. „Wojskowy Przegląd Historyczny”. 4 (67), s. 174-200, 1973. Warszawa: Wojskowy Instytut Historyczny.
- Sztab Polskiego Naczelnego Wodza w latach II wojny światowej, cz. 5. „Wojskowy Przegląd Historyczny”. 1 (68), s. 225-257, 1974. Warszawa: Wojskowy Instytut Historyczny.
- Sztab Polskiego Naczelnego Wodza w latach II wojny światowej, zakończenie. „Wojskowy Przegląd Historyczny”. 4 (74), s. 265-300, 1975. Warszawa: Wojskowy Instytut Historyczny.
- Oddział Łącznikowy komendanta głównego AK przy Naczelnym Wodzu na emigracji (VI Oddział Sztabu Naczelnego Wodza) cz. I. „Wojskowy Przegląd Historyczny”. 3 (97), s. 130-158, 1981. Warszawa: Wojskowy Instytut Historyczny.
- Oddział Łącznikowy komendanta głównego AK przy Naczelnym Wodzu na emigracji (VI Oddział Sztabu Naczelnego Wodza) cz.II. „Wojskowy Przegląd Historyczny”. 4 (98), s. 151-174, 1981. Warszawa: Wojskowy Instytut Historyczny.
- Oddział Łącznikowy komendanta głównego AK przy Naczelnym Wodzu na emigracji (VI Oddział Sztabu Naczelnego Wodza) cz.III. „Wojskowy Przegląd Historyczny”. 1 (99), s. 188-210, 1982. Warszawa: Wojskowy Instytut Historyczny.
- Likwidacja Oddziału VI. „Zeszyty Historyczne”. 62), s. 201-205, 1982. Paryż: Instytut Literacki.